# Efekt brukselski
Efekt brukselski, efekt Brukseli – zjawisko wpływu przepisów Unii Europejskiej na rynki oraz standardy globalne. Jest wynikiem jednostronnej globalizacji gospodarczej, w tym przypadku wywołanej przez Unię Europejską, która de facto sprawuje swoje przepisy ponad swoje granice za pomocą mechanizmów rynkowych. Poprzez efekt brukselski podmioty regulowane, zwłaszcza globalne korporacje, stosują się do przepisów unijnych nawet poza jej granicami, często aby ujednolicić linie produkcyjne lub działania firmy.

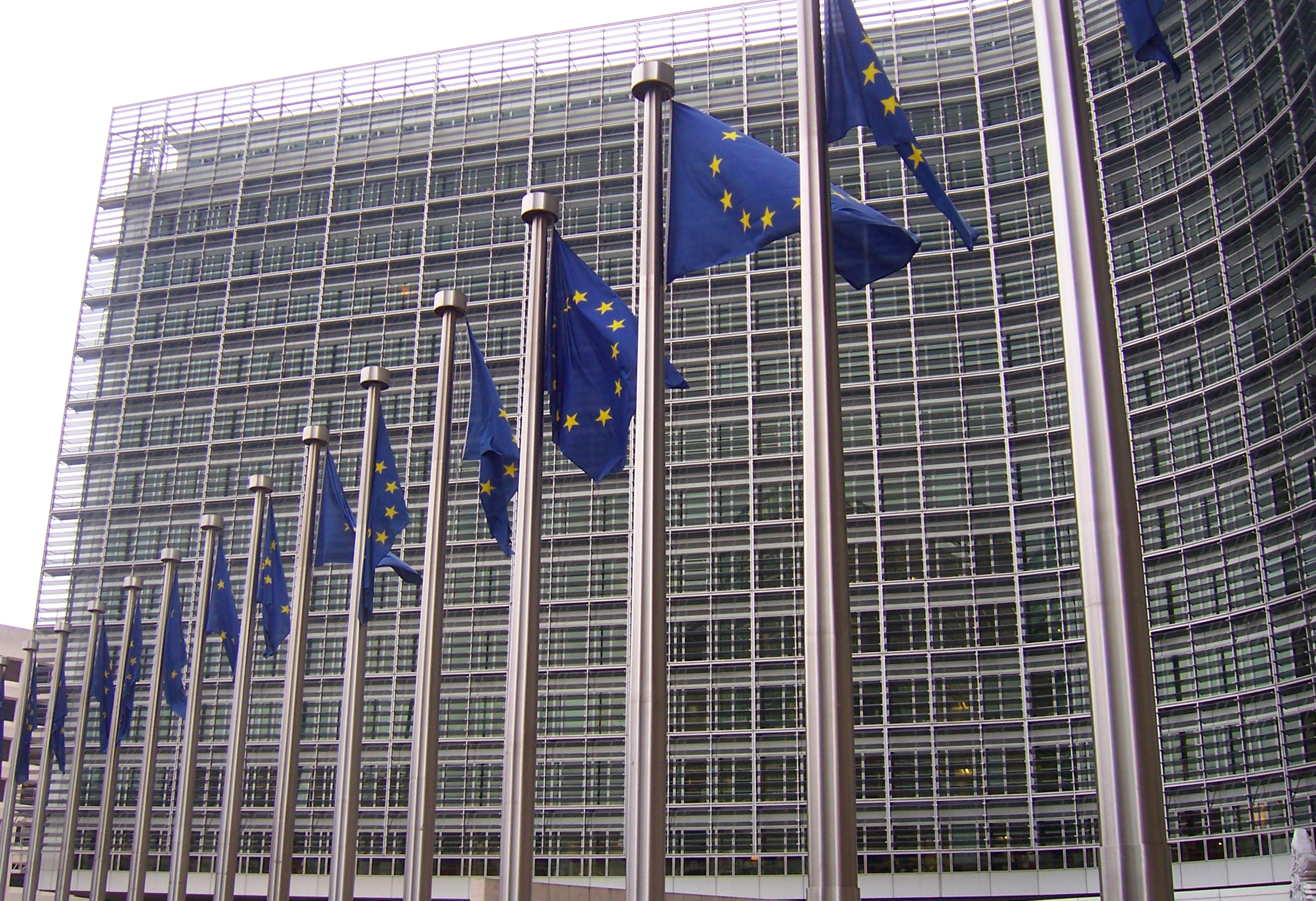
Budynek Berlaymont w Brukseli, siedziba Komisji Europejskiej

## Termin
Termin „efekt brukselski” został ukuty w 2012 r. przez profesor Anu Bradford. Nazwa nawiązuje do podobnego efektu kalifornijskiego, który można zaobserwować w Stanach Zjednoczonych.

## Przykłady

### Prawo antymonopolowe
Proponowane na październik 2000 r. przejęcie spółki Honeywell przez General Electric, obie spółki amerykańskie, za kwotę 42 mld USD, zostało zablokowane przez organy antymonopolowe Komisji Europejskiej z uwagi na ryzyko powstania monopolu poziomego w segmencie wszelakich silników odrzutowych, produktów awioniki oraz małych morskich silnikach turbinowych. Przejęcie spółki nie mogło zostać przeprowadzone nawet pomimo wydania zatwierdzania połączenia tych dwóch podmiotów przez Departament Sprawiedliwości Stanów Zjednoczonych.

### Elektronika użytkowa
W październiku 2022 r. Parlament Europejski przyjął dyrektywę, która wymagała, aby wiele rodzajów urządzeń elektronicznych powszechnego użytku których zasilanie nie przekraczała 100W, przyjęło USB-C jako uniwersalny port ładowania do roku 2024, z wyjątkiem laptopów, które mają spełniać ten warunek dopiero dwa lata później. Amerykańska spółka Apple na rzecz dyrektywy, zaczęła produkować swoje telefony komórkowe, jak i inne produkty elektroniczne, wraz z portem USB-C.

### Chemikalia
W 2006 r. międzynarodowa korporacja Dow Chemical Company, z siedzibą w Stanach Zjednoczonych, zaczęła stosować się do unijnego rozporządzenia REACH (Registration, Evaluation and Authorisation of Chemicals), regulującego produkcję i przechowywanie chemikaliów.

### Emisje w lotnictwie
Europejski System Handlu Emisjami służy ograniczeniu emisji dwutlenku węgla na terenach Unii Europejskiej i od 2012 r. obowiązuje on również w sektorze awioniki. Oznacza to że każda linia lotnicza operująca na terenie Unii, niezależnie od pochodzenia musi monitorować, zgłaszać i zweryfikować zakres swoich emisji. Pierwotnie, każda linia otrzymywała bezpłatne uprawnienie do danej ilości emisji, lecz zacząwszy od 2021 r. bezpłatne uprawnienia są powoli wycofywane a system będzie polegać na „aukcjach uprawnień”. W 2024 r. bezpłatny przydział uprawnień został zmniejszony o 25%, w 2025 r. zostanie zmniejszony o 50%, a w 2026 r. planowanie jest kompletne przejście na nowy system.
System ten również wpływa na produkcje samolotów pasażerskich, gdyż linie lotnicze są zachęcone do posiadania jednostek z coraz mniejszymi emisjami, a kupno samolotu który nie mógłby latać nad Europą nie opłacałoby się firmie.